# Кападя, Саша
Саша Кападя или Саша Долгополов (полное имя — Алекса́ндр Ива́нович Долгопо́лов; род. 18 ноября 1994, Магадан, Россия) — российская юмористка и стендап-комик.

## Биография

### Ранние годы
Александр Долгополов родился 18 ноября 1994 года в Магадане, ещё в детстве переехал в Воронеж.
После окончания школы увлёкся просмотром выступлений комиков Джорджа Карлина и Стюарта Ли.
В 2012 году поступил в Воронежский государственный университет, но вскоре бросил его ради карьеры стендап-комика.

### Карьера
Два года выступал в Воронеже, в 2015 году переехал в Москву, где стал выступать в клубах как стендап-комик.
Первая популярность к Саше пришла в 2017 году после запуска шоу «Порараз Бирацца» на YouTube-канале Stand-Up Club#1 совместно с Гариком Оганисяном, Алексеем Квашонкиным и Идраком Мирзализаде.
В январе 2018 года представил первый сольный концерт «Час шуток».
В апреле 2019 года представил второй сольный концерт «Новый час шуток».
В марте 2020 года в Тель-Авиве снял третий сольный концерт «Флорентинское чудо».
В марте 2020 года из-за пандемии COVID-19 не смог вернуться в Израиль (в этот период гастролировал в странах «красной зоны» Германии, Франции, Австрии, из которых в Израиль не пускали). Уехал в Австрию, но из-за пандемии вернулся в Россию.
В 2021 году стал номинантом в рейтинге «30 самых перспективных россиян до 30 лет» по версии Forbes в категории «Новые медиа».
В начале марта 2022 года из-за вторжения России в Украину Саша переехала из России в Грузию, где прожила около полугода, в апреле дав там благотворительный концерт на английском языке.
С апреля по июнь 2022 года на YouTube-канале «Навальный LIVE» вела юмористическую новостную рубрику «А что случилось?», соавторами передачи были Илья Овечкин и Ариана Лолаева. В июле рубрика переехала на новый общий с Антоном Пикули и другими авторами на YouTube-канал «Разговорный жанр».
В 2022 году переехала из Грузии в Таллин. Затем переехала из Эстонии в Германию, где ей одобрили немецкую фриланс-визу ВНЖ.

## Личная жизнь
В 2017 году женился на Майе Чесноковой, спустя 2 года пара стала жить втроём с Лизой Ратовой как полиаморная семья. В июне 2019 года пара развелась.
В ноябре 2019 года в интервью Юрию Дудю рассказал, что ему диагностировано биполярное расстройство (гипомания), и что большую часть жизни он проводит в депрессии.
В сентябре 2022 года сделала каминг-аут как небинарная персона с женскими местоимениями; после этого использовала имя Саша Кападя. С 2023 года стала выступать как Саша Долгополов, так как комики из Индии сказали ей, что Кападя — это индийская фамилия.

## Скандалы

### Дербышки
Во время выступления 2017 года в Казани в шоу «Порараз Бирацца» комик пошутил про название местного микрорайона Дербышки:
Дербышки — это ты когда просыпаешься и такой: «А-а-а». И вот это ощущение сзади по спине — дербышки.

Или вот знаете, когда ты срёшь, и у тебя кусочки морковки остались, ты смотришь такой: «о, дербышки».
После чего в социальные сети автора стали поступать угрозы физической расправой.

### Оскорбление чувств верующих
В 2020 году в МВД поступило обращение от жителя подмосковного Орехово-Зуево, в котором тот просил проверить появившееся в Интернете видео выступления Саши на наличие «оскорбляющих чувства верующих» высказываний. МВД запросило в баре информацию о дате мероприятия, о снятом видео, а также о самом выступающем. 22 января 2020 года комик заявил, что полиция заинтересовалась его выступлением. По его мнению, это могло произойти из-за шуток о российских властях. На следующий день Саша уехал из России в Израиль, вернулся в марте того же года.

### Пародия на убийство Владлена Татарского
В 2023 году, во время выступления Гарика Оганисяна, комики пошутили на тему гибели военкора Владлена Татарского. Кападя вышла с пакетом на сцену, где выступал Оганисян, и подарила ему статуэтку шоколадного зайца. Последний поставил её рядом, акцентировал на ней внимание.

## Концерты
| Год  | Название                      | Прим. |
| ---- | ----------------------------- | ----- |
| 2018 | «Час шуток»                   |       |
| 2019 | «Новый час шуток»             |       |
| 2020 | «Флорентинское чудо»          |       |
| 2023 | «Последний стендап»           |       |
| 2023 | концерт в берлине (2023)      |       |
| 2024 | my first stand-up in english! |       |

### Комментарии
1. ↑  С 2022 года по 2023 год выступал под псевдонимом Саша Кападя[1].
2. ↑  Являлся активным сторонником и популяризатором вторжения России на Украину. Погиб в апреле 2023 г. от взрыва подаренной ему статуэтки.